# یواس‌اس اناماک (ای‌وی‌پی-۳۱)
یواس‌اس اناماک (ای‌وی‌پی-۳۱) (به انگلیسی: USS Unimak (AVP-31)) یک کشتی بود که طول آن ۳۱۰ فوت ۹ اینچ (۹۴٫۷ متر) بود. این کشتی در سال ۱۹۴۲ ساخته شد.